# Мотнеу
Мотнеу (рум. Motnău) — село у повіті Вранча в Румунії. Входить до складу комуни Думітрешть.
Село розташоване на відстані 141 км на північний схід від Бухареста, 27 км на південний захід від Фокшан, 91 км на захід від Галаца, 99 км на схід від Брашова.

## Населення
За даними перепису населення 2002 року у селі проживали 254 особи, з них 253 особи (99,6%) румунів. Усі жителі села рідною мовою назвали румунську.